# Almansa
Almansa (spanskt uttal: [alˈmansa]) är en stad och kommun i provinsen Albacete i den autonoma regionen Kastilien-La Mancha i sydöstra Spanien. Staden ligger cirka 67 kilometer sydost om Albacete. Kommunen har 24 281 invånare (2024), på en yta av 532,41 km².
Staden ligger vid järnvägen mellan Madrid och Alicante. Almansa var historiskt viktig genom den avgörande seger som fransmännen under hertigen av Berwick där vann över engelsmännen och deras bundsförvanter den 25 april 1707.